# Jack Mew
Jack Mew (Sunderland, 30 marzo 1889 – 16 gennaio 1963) è stato un calciatore inglese, di ruolo portiere.

## Carriera
Dopo esser arrivato nel luglio del 1912 dal Marley Hill United, gioca per un decennio nel Manchester United e, inizialmente riserva, si ritrova titolare in seguito alla fine della prima guerra mondiale. Nel settembre del 1926, dopo aver giocato 199 incontri (subendo 282 gol) tra campionato (sia in Division One sia in Division Two) e FA Cup con la maglia dello United, si trasferisce al Barrow, dove chiude la carriera.
Debutta nello United il 26 ottobre 1912, in casa, contro il Middlesbrough (2-3).

### Nazionale
Esordisce in Nazionale a 31 anni, giocando la sua unica partita internazionale nella sua città natale in una sfida contro l'Irlanda (2-0) datata 23 ottobre 1920.